# Мырзатай
Мырзата́й (каз. Мырзатай) — село в Байзакском районе Жамбылской области Казахстана, административный центр Мырзатайского сельского округа. Код КАТО — 313646100.

## География
Село расположено в западной части Байзакского района, в 12 километрах к северо-западу от районного центра села Сарыкемер и в 17 километрах к северу от областного центра города Тараз. Ближайшая железнодорожная станция Бурул — расположена в 16 километрах к югу от села (по дороге — 21,2 км). Соседние населённые пункты: Дихан к северо-востоку, Сенкибай в 1 километре к западу, Жетыбай в 3 километрах к северу. Транспортное сообщение осуществляется по автодороге КН-7 с выходом на автодорогу A2 к югу. Высота центра населённого пункта — 520 метров над уровнем моря.

## Население
| Численность населения | Численность населения | Численность населения |
| 1989                  | 1999                  | 2009                  |
| --------------------- | --------------------- | --------------------- |
| 1238                  | ↗1471                 | ↗1917                 |

Численно-преобладающие национальности села в процентном соотношении согласно переписи 1989 года:
| Национальность | Процентное соотношение |
| -------------- | ---------------------- |
| Казахи         | 63 %                   |
| Русские        | 21 %                   |
| Другие         | 16 %                   |